# Supermarine Spitfire
Супермарин Спитфайр (англ. Supermarine Spitfire) — британский истребитель времён Второй мировой войны. Различные модификации использовались в качестве истребителя, истребителя-перехватчика, высотного истребителя, истребителя-бомбардировщика и самолёта-разведчика. Всего были построены 20 351 «спитфайров», включая двухместные учебно-тренировочные машины. Часть машин оставалась в строю до середины 1950-х годов. Также часть машин была поставлена в СССР по ленд-лизу.

## История создания
До Spitfire конструктор Реджинальд Митчелл занимался созданием гоночных гидропланов — последняя модель Supermarine S.6B выиграла Кубок Шнейдера и стала первым самолётом, превысившим скоростной порог в 650 км/ч.
7 лет спустя, в феврале 1934 года, Реджинальд Митчелл (Reginald Mitchell) закончил работу над своим первым проектом истребителя Супермарин Тип 224, самолёт должен был принять участие в конкурсе на новый скоростной истребитель для Британских королевских ВВС. По своей конструкции это был цельнометаллический моноплан с низкорасположенным крылом и неубирающимся шасси. Однако, лётные характеристики этого Супермарина не были очень впечатляющими. Самолёт развивал скорость лишь 367 км/час и поднимался на высоту 15 000 футов (4575 м) за 9,5 минут. Победителем конкурса стал самолёт, представленный компанией Глостер, который позднее поступил на службу в Королевские ВВС под названием «Гладиатор» (Gloster Gladiator), этот самолёт показал максимальную скорость в 390 км/час и смог подняться на высоту 15000 футов всего за 6,5 минут. Это дало возможность конструкторам «Супермарин» понять, что в целом прогрессивная конструкция моноплана всё ещё проигрывает хорошо проработанному биплану.
Митчелл извлёк урок из происшедшего и сумел настоять на том, чтобы ему было позволено разработать новый, более лёгкий и аэродинамически лучше проработанный самолёт. Новый самолёт Митчелла имел полностью свободнонесущую конструкцию, убирающееся шасси и закрытую кабину. В качестве силовой установки использовался новый двигатель Роллс-Ройс V-12 мощностью 1000 л. с., в дальнейшем известный под именем «Мерлин». На это время этот двигатель ещё не выпускался серийно, — компания «Роллс-Ройс» ещё только испытывала двигатель в Дерби. Первые варианты нового самолёта Митчела имели слабое вооружение — четыре 7,69-мм пулемёта. После консультаций с Королевскими ВВС Великобритании самолёт переделали, теперь он нёс восемь 7,69-мм пулемётов Браунинг .303 Mk.II (авиационная модификация пулемёта Браунинг M1919 под британский патрон) c боезапасом 250 патронов на каждый пулемёт.
Этот новый истребитель совершил свой первый испытательный полёт 5 марта 1936 года, под управлением пилота-испытателя Джозефа Матта Саммерса (Joseph "Mutt" Summers). Во время испытательных полётов новый истребитель развил скорость в 562 км/час и поднялся на высоту 30 тыс. футов (9145 метров) за 17 минут. Это сделало созданный самолёт самым быстрым из существовавших на тот момент истребителей, кроме того, он являлся одним из самых хорошо вооружённых, так как нёс 8 7,7-мм пулемётов M1919.
Следует заметить, что опытный прототип самолёта получился настолько удачным, что серийный вариант лишь незначительно от него отличался. (для сравнения: серийная версия Messerschmitt Bf.109 сильно отличалась от опытного прототипа).

## Конструкция (Спитфайр IX)
Самолёт представлял собой одномоторный цельнометаллический моноплан с низкорасположенным крылом сложной конструкции и убирающимся шасси.
Характерная особенность «Спитфайра» — эллиптическая в плане форма крыла, вкупе с другими качествами делавшая истребитель довольно легко управляемым.
Фюзеляж — цельнометаллический полумонокок эллиптического сечения с работающей обшивкой. Силовой набор фюзеляжа состоит из поперечных пятнадцати шпангоутов, четырех продольных лонжеронов и стрингеров. Обшивка крепится к каркасу в носовой части потайными заклепками, а в хвостовой части заклепками с полукруглой головкой. В носовой части фюзеляжа к шпангоуту № 5 крепилась моторама, сваренная из стальных труб.
К нижней части моторамы крепился маслобак. За моторамой к шпангоуту крепилась противопожарная перегородка. Вторая противопожарная перегородка устанавливалась на шпангоуте № 8 и отделяла отсек с двумя бензобаками от кабины пилота. Кабина пилота находилась между шпангоутами № 8 и № 11. В районе кабины пилота, с левого борта фюзеляжа, располагалась дверь, облегчавшая доступ в кабину. Кабина закрывалась остекленным каплевидным фонарем, имеющим сдвигающуюся назад по направляющим секцию. Лобовое стекло фонаря было бронированным. Фонарь самолета выступал за габариты козырька, что обеспечивало улучшение обзора назад и в стороны. Сверху на козырьке было закреплено зеркало заднего вида. Регулируемое по высоте кресло пилота изготавливалось из бакелитовой фанеры. В чашку сидения укладывался парашют. Спина пилота была защищена бронеспинкой и бронезаголовником.
За пилотской кабиной находился дополнительный бензобак и различное самолетное оборудование. Хвостовая часть самолета была отъёмная и пустая, стыковалась с центральной частью фюзеляжа по сдвоенному шпангоуту № 19 с помощью 52 болтов. В хвостовой части располагалось хвостовое колесо, стойка которого крепилась к шпангоуту № 20, а амортизатор крепился к шпангоуту № 19.
Крыло — цельнометаллическое свободнонесущее, двухлонжеронное, эллиптическое в плане. Крыло состоит из трех частей: центроплана, конструктивно интегрированного в фюзеляж, и двух отъёмных консолей. Законцовки консолей съемные, выпускались трех видов: обычные округлые, укороченные и заостренные. Применяя различные законцовки была возможность изменять площадь крыла. Силовой каркас два лонжерона и двадцать одна ферменная нервюра. Передний лонжерон усиленный и воспринимает большую часть нагрузки. Дюралевая обшивка крыла несущая и крепится к каркасу потайными заклепками. Стойки шасси крепились к переднему лонжерону крыла в районе фюзеляжа. В районе законцовок к переднему лонжерону крепился навигационный огонь. Под левым крылом устанавливались два сегмента радиатора: жидкостного и масляного, под правым крылом два других сегмента: жидкостный и промежуточный наддува. На обоих крыльях сегменты закрывались общим обтекателем.
К заднему лонжерону подвешивалась механизация крыла: элероны и закрылки. Элероны цельнометаллические. Цельнометаллические закрылки состояли из двух секций внутренние и внешние, разделённые по линии стыка консолей и центроплана. Привод закрылков пневматический. Внутри крыла, между нервюрами, располагались оружейные отсеки и боекомплекты.
Хвостовое оперение — цельнометаллическое классической схемы. Аэродинамические профили стабилизатора и киля симметричные. Стабилизатор — свободнонесущий, эллиптический в плане, состоит из двух половин, соединенных внутри хвостовой части фюзеляжа. Стабилизатор устанавливался параллельно оси самолета. Каркас стабилизатора два лонжерона и набор из шести нервюр. Передний лонжерон крепился к шпангоуту № 20 фюзеляжа, к заднему лонжерону подвешивался руль высоты. Дюралевая обшивка стабилизатора крепилась с верхней стороны заклёпками, а с нижней шурупами к накладкам из еловой древесины. Рули высоты имели роговую компенсацию и оснащались триммером. Рули высоты имели металлический каркас, обшивка полотно, пропитанное лаком. Киль был интегрирован в хвостовую часть фюзеляжа, шпангоут № 20 фюзеляжа был сдвоенный и его задняя часть одновременно играла роль переднего лонжерона киля. Следующий шпангоут, расположенный ближе к хвосту, переходил в задний лонжерон киля. Конструкция киля и руля направления была аналогична конструкции стабилизатора и руля высоты.
Шасси — убираемое трехопорное классической схемы с хвостовым колесом. Стойки основных опор крепились к переднему лонжерону крыла. В полете основные стойки убирались по направлению к концам крыла. В убранном положении колеса шасси укладывались в ниши в крыле и закрывались щитками, установленными на наружней стороне стойки. Колеса основных опор оснащены пневматическими тормозами. В выпущенном и убранном положении стойку фиксировал замок, расположенный на лонжероне крыла. Амортизаторы стоек гидропневматические. Привод механизма уборки и выпуска шасси от гидросистемы, насос которой навешивался на двигатель. Аварийный привод выпуска шасси пневматический от баллона со сжатым углекислым газом. Самоориентирующееся хвостовое колесо крепилось к шпангоутам № 19 и № 20 фюзеляжа и вращалось вокруг своей оси на 360º. Стойка хвостового колеса снабжена гидропневматическим амортизатором. В полете хвостовое колесо убиралось, по полету назад, в люк на хвостовой части фюзеляжа и закрывалось створками.
Силовая установка — Его двигатель Rolls-Royce Merlin — продукт дальнейшего развития двигателя Rolls-Royce Kestrel. Первая модель Merlin 1 использовала авиационный бензин с октановым числом 87 и при мощности в 950 л. с. позволяла Spitfire Mk.I развивать максимальную скорость в 560 км/ч. Установка на Spitfire Mk.II (производство начато в 1940 году) следующей модели Merlin, а также использование авиабензина с октановым числом 100 позволили сделать Спитфайр ещё более скоростным.
Rolls Royce Merlin поршневой двенадцатицилиндровый V-образный двигатель жидкостного охлаждения с двухступенчатым двухскоростным центробежным нагнетателем с рабочим объемом 27 л. Двигатели оснащались мембранными карбюраторами с высотным корректором, позволявшим автоматически регулировать качество топливной смеси. На редукторе двигателя крепился расширительный бачок с охлаждающей жидкостью, циркулирующей в интеркулерах, и охлаждающая воздух между ступенями нагнетателя. Радиаторы охлаждения, интеркулеры и маслорадиатор размещались в двух симметричных коробах под крыльями.
На всех модификациях «Спитфайра» использовался четырехлопастный воздушный винт с управляемым (изменяемым) шагом.
Топливо находилось в двух баках, установленных в фюзеляже в отсеке между двигателем и кабиной пилота, между противопожарными перегородками. Верхний бак объемом 218 литров и нижний объемом 168 литров. Нижний бак был протектирован и из него топливо поступало в двигатель. Топливо из верхнего бака поступало в нижний под давлением газа. Сверху баки прикрывал стальной лист толщиной 4 мм.
Вооружение — в зависимости от установленного на самолете крыла, в консолях вооружение устанавливалось двух типов: 1) две пушки калибра 20 мм с боезапасом 120 снарядов на ствол и четыре пулемета калибра 7,7 мм с боезапасом 350 патронов на ствол. Пушки устанавливались сразу за нишами шасси. Пулеметы находились дальше от оси самолета, между усиленными нервюрами; 2) две пушки калибра 20 мм с боезапасом 120 снарядов на ствол и два пулемета калибра 12,7 мм с боезапасом 250 патронов на ствол.
Самолет мог брать на подкрыльные и подфюзеляжные бомбодержатели до 454 кг бомбовой нагрузки. Использовались фугасные, осколочные, зажигательные, бронебойно-фугасные и дымовые боеприпасы. Управление огнем электропневматическое. Прицеливание через гироскопический прицел. Контроль результатов стрельбы осуществлял кинофотопулемет, установленный у основания правого крыла и включаемый одновременно с вооружением.
Самолетные системы:
Пневмосистема — сжатый воздух из баллонов, подпитываемых бортовым компрессором, приводил в действие тормоза колес, спуск вооружения, кинофотопулеметы, систему выпуска закрылков, выпуск посадочной фары и совков радиатора.
Электросистема — источник тока генератор мощностью 500 Вт на двигателе и аккумулятор 12 В емкостью 40 Ач, расположенный в хвостовой части фюзеляжа. Электрическое питание имеет система зажигания, посадочная фара, навигационные огни, радиооборудование, подсветка прицела, освещение и обогрев кабины. На двигателе был установлен электростартер, который запитывался от наземного источника через разъем у зализа крыла.
Гидросистема — система включала в себя гидравлический насос, отбиравший мощность от двигателя, маслобак, два сервопривода и маслопроводы. Управляла системой выпуска и уборки шасси.
Антиобледенительная система — омывала лобовое стекло фонаря. Антифриз поступал из распылителя под действием ручного насоса.
Кислородное оборудование — кислород из баллона емкостью 6 л, расположенного в хвостовой части фюзеляжа, под давлением подавался на вход регулятора, проходя через фильтр и понижающий редуктор. Через второй фильтр регулятора кислород подавался в экономайзер и оттуда поступал в кислородную маску. Пилот пользовался кислородной маской на больших высотах.
Радиооборудование - самолет оснащался УКВ-радиостанцией, установленной за кабиной пилота на выдвижном стеллаже. Радиостанция использовала антенну, натянутую между мачтой за кабиной пилота и верхней точкой киля. Автоответчики «свой-чужой» монтировались на кронштейнах по левому борту. Автоответчики считались секретными и оборудовались самоликвидатором, который срабатывал в случае вынужденной посадки на территории противника.

## Производство
Можно считать, что «Спитфайру» повезло с самого начала. Он появился именно тогда, когда был наиболее нужен. В середине 1930-х годов Германия очень быстрыми темпами реорганизует Люфтваффе и будущий основной истребитель Люфтваффе — Мессершмитт 109 — уже был на стадии предпромышленных испытаний. Для того, чтобы парировать возникшую угрозу, в июне 1936 года Британское правительство подписало контракт на поставку 310 самолётов «Спитфайр». Испытания нового самолёта не всегда проходили гладко и порой в результате технических неполадок балансировали на грани срыва. Однако 27 июня 1936 года флайт-лейтенант Хью Эдвард-Джонс продемонстрировал самолёт перед большим собранием публики и официальных лиц во время большого авиашоу, организованного Королевскими ВВС в Хендоне.
Первый прототип завершил предварительные испытания в июле 1936 и был возвращён на завод в Эйстленде для доработки и модификации. На истребитель установили новый модифицированный двигатель Мерлин, который развивал несколько большую мощность.
С серийным производством самолёта сразу возникли проблемы — Митчелл никогда не создавал серийно производимые самолёты, а Supermarine никогда не занималась серийным производством. В результате производство единичного «Спитфайра» требовало на 40 % больше человеко-часов, чем производство Bf.109 (в частности, из-за сложной конструкции крыла). Supermarine не знала, как наладить крупносерийное производство, и вскоре сильно отстала от графика поставок. К счастью, Британское правительство приняло решение создать авиационные фабрики-тени — была реализована программа по созданию новых заводов двойного назначения и модернизации старых. В рамках программы, под руководством опытных руководителей, для дублирования завода Supermarine в Саутгемптоне было налажено производство «Спитфайров» в Касл Бромвич. В результате большинство «Спитфайров» были собраны именно в Касл Бромвич (особенно после бомбардировки завода в Саутгемптоне в 1940 году).
Одной из самых серьёзных проблем на начальном этапе было то, что вооружение нового истребителя не всегда устойчиво работало на большой высоте. Во время испытаний все 8 пулемётов работали без перебоев на высотах до 1200 метров. Но когда пришло время испытаний на больших высотах, отказы стали следовать один за другим. Одно из таких испытаний в марте 1937 на высоте 9744 метров над Северным морем едва не закончилось бедой. Во время испытательных стрельб один пулемёт выпустил 171 патрон, второй — 8, третий — 4, а остальные пять отказались стрелять вовсе. Однако, когда самолёт вернулся на аэродром, удар при посадке освободил замёрзшие на большой высоте предохранители и все оставшиеся в магазинах патроны были выпущены в направлении заводских зданий. Лишь по счастливой случайности обошлось без жертв.
В течение 18 месяцев инженеры компании пытались разрешить эту проблему. Однако, когда в июле 1938 года первые промышленные образцы начали поступать в Королевские ВВС, вооружение всё ещё работало нестабильно на больших высотах. Лишь в октябре 1938 проблему всё же удалось разрешить. С этого времени система обогрева вооружения стала устанавливаться на все промышленно производимые «Спитфайры».
Первой боевой частью, вооружённой «Спитфайрами», стала 19-я эскадрилья, располагавшаяся в Даксфорде. Это произошло летом 1938 года незадолго до заключения Мюнхенского соглашения. На протяжении года между этим соглашением и началом войны Великобритания пыталась вооружить свои ВВС как можно большим количеством «Спитфайров». Но, к счастью, Hawker Hurricane были более просты в производстве и Hawker Aircraft имела лучшее управление производством. На момент начала Битвы за Британию летом 1940 года именно «Харрикейны» составляли две трети всех истребителей Британских ВВС.

## Модификации

### Ранние модификации с двигателем Merlin

#### K.5054
Самолёт-прототип, построенный 18 февраля 1936 г. Совершил первый полёт 6 марта 1936 года. Был построен всего один экземпляр. Использовался в качестве опытной машины для отработки изменений в конструкции. Разбился при испытаниях в сентябре 1939 г.

#### Mk.I
Первая серийная версия «Спитфайра». Во многом идентичен прототипу, отличался от него лишь незначительными модификациями силового набора. Самолёт этого типа (серийный номер первого экземпляра — K9787) совершил свой первый полёт 15 мая 1938 года и стал поступать в боевые части в августе-сентябре того же года. Первое подразделение — 19 эскадрилья Королевских ВВС — было вооружено этими «Спитфайрами» к декабрю 1938 г. Всего было построено 1567 машин этого типа.
Варианты вооружения:
- базовый «A» — 8 7,69-мм пулемётов,
- пушечный (с лета 1940 г.) «B» — 2 20-мм пушки Hispano-Suiza HS.404 и 4 7,69-мм пулемёта.

Устанавливались двигатели Merlin Mk II и Merlin Mk III.
Для первых «Спитфайров» характерно разнообразие воздушных винтов: первоначально устанавливался двухлопастный деревянный винт Watts неизменяемого шага, позже устанавливались металлические трёхлопастные двухшажные (два положения — большого и малого шага) винты Rotol «Jablo» (небольшая партия) и De Havilland 5/21 (крупная серия). В конце 1939 г. был апробирован в серии металлический трёхлопастной винт-автомат изменяемого шага De Havilland 5/20. В июне-августе 1940 г. все ранее выпущенные «Спитфайры» были переоснащены винтами 5/20 или 5/30 (доработанным вариантом).
Первоначальный вариант сдвижной части фонаря оказался тесным (лётчик в шлемофоне с трудом мог повернуть в нём голову), поэтому вскоре была разработана выпуклая сдвижная часть фонаря, ставшая характерной внешней чертой истребителя.
По опыту боевого применения в боях на Западном фронте 1939 г. была усилена защита лётчика — в конструкцию лобовой части фонаря («козырька») введено накладное бронестекло, также усилена бронеспинка. Для использования самолётов в системе ПВО Британских островов на самолёты стал устанавливаться радиоответчик «свой-чужой».
Эта модель «Спитфайра» стала основным противником Messerschmitt Bf.109Е во время Битвы за Британию. Несмотря на то, что большую часть истребительного флота составляли менее совершенные Hawker Hurricane Mk.I, именно Spitfire Mk.I вошёл в историю как спаситель Великобритании.

#### Mk.II
Дальнейшее развитие модели Mk.I. Основное отличие — установка нового двигателя Merlin XII. Эти самолёты стали поступать в боевые эскадрильи в августе 1940 года (611 эскадрилья). Варианты вооружения: «A» и «B». Введено протектирование бензобаков.

#### Mk.III
Отличался от Mk.I некоторыми переработками в конструкции корпуса, установкой убирающейся задней стойки шасси и новым двигателем Merlin XX. Планировалось выпустить 1000 самолётов этого типа, однако эта модель не получила развития и промышленно не выпускалась из-за того, что Merlin XX использовался для оснащения Hawker Hurricane Mk.II, чьи характеристики нуждались в улучшении в первую очередь. Пока самолёт ожидал своей очереди на двигатели, была подготовлена более совершенная версия Mk.V, с двигателем Merlin 45.

#### Mk.V
Spitfire Mk.V стал результатом доработки базовой модели Mk.I путём установки нового, более мощного двигателя Merlin 45, который давал максимальную форсажную мощность 1470 л. с. на высоте 2820 метров.
Прототип самолёта поднялся в воздух в декабре 1940 года.
Вариант Vb стал первой существенной модернизацией «Спитфайра», — для её создания использовался опыт, полученный во время Битвы за Британию в 1940 году. В этом варианте, кроме нового двигателя Merlin 45, в результате замены четырёх 7,69-мм пулемётов на две 20-мм пушки был изменён профиль крыла (были добавлены обтекаемые блистеры на верхнюю и нижнюю поверхности крыла). Для эффективного применения самолёта в пустыне под носом самолёта были установлены большие воздушные фильтры, а также увеличены подкрыльевые маслорадиаторы. В поздних вариантах модели Vb также были изменена конструкция фонаря кабины, — он стал более обтекаемым. Получившийся самолёт внешне сильно отличался от «зализанных» форм истребителя ПВО Spitfire Mk.I.
Самолёты модификации Mk.V выпускались в следующих вариантах:
Варианты вооружения:
- Mk.VA — вооружение восемь 7,69-мм пулемётов, по четыре в каждой консоли крыла. Всего было выпущено 94 самолётов этой модификации.
- Mk.VB — вооружение было изменено на две 20-мм пушки и четыре 7,69-мм пулемёта. Построены 3911 самолётов.
- Mk.VC — доработанная конструкция крыла позволяла установить на самолёт четыре 20-мм пушки (редко использовавшийся вариант), две 20-мм пушки и четыре 7,69-мм пулемёта (наиболее распространённый вариант) или восемь 7,69-мм пулемётов (предусмотренный, но никогда не использовавшийся вариант). Также была изменена конструкция основных стоек шасси (по образцу модификации Mk.III) — с выносом колёс вперёд. Выпущены 2467 самолётов.
- Ещё 15 машин были переделаны в различные варианты самолётов-разведчиков из варианта Mk.VB. Для этого с них сняли ударное вооружение и установили фотокамеры, на некоторых вариантах высвободившийся при этом объём передней части консолей крыла (от передней кромки до главного лонжерона) загерметизировали и использовали в качестве топливных баков для увеличения дальности полёта.

На модификации Mk.VA устанавливалась только одна модификация двигателя — Merlin 45. На Mk.VB — Merlin 45 и 46. На Mk.VC — Merlin 45, Merlin 46 и её варианты с беспоплавковыми (мембранными) карбюраторами (Merlin 50, Merlin 55, Merlin 50A, Merlin 56). Последние две модификации — повышенной высотности.
Варианты различной высотности:
- (F) Mk.V — базовый вариант с эллиптическими законцовками крыла;
- LF Mk.V — низковысотный вариант с укороченными (фактически — обрезанными) законцовками консолей крыла и двигателями Merlin, оптимизированными для использования на малых высотах — модификаций 45M, 50M и 55M.

С 1942 г. введена металлическая обшивка элеронов вместо полотняной, на ранее выпущенных самолётах новые элероны могли устанавливаться в ходе ремонта или доработок.
Первоначально Spitfire Mk.V оснащались накладным бронестеклом аналогично предыдущим модификациям. Позднее была разработана и с 1943 г. запущена в серию лобовая часть фонаря новой конструкции с интегрированным бронестеклом и плоскими боковыми гранями, при этом устанавливалась новая сдвижная часть фонаря — выпуклая, производства британской фирмы «R. Malcolm & Co».
Всего с конвейера сошли 6487 машин этого типа, и ещё 154 самолёта были переделаны из ранее выпущенных Mk.I и Mk.II.
К сентябрю 1943 года 27 эскадрилий ВВС Великобритании были вооружены истребителями Spitfire Vb. По мере поступления в эскадрильи новых «Спитфайров», ранее использовавшиеся Spitfire V перебрасывались на другие театры военных действий, а также передавались в ВВС других стран. Так Spitfire Vb попали в ВВС ЮАР, Турции и Югославии, в составе ВВС которой они участвовали в военных действиях на Средиземноморском театре.
|  |  |  |

Кроме того, для действий на североафриканском ТВД Spitfire Mk.V оснащались т. н. «тропическими» фильтрами — противопыльными фильтрами воздухозаборника карбюратора. Встречалось две основных модификации таких фильтров, обозначавшихся по названиям изготовителей: Vokes (интегрированный в нижнюю створку капота, который штатно устанавливался на предприятиях-изготовителях) и Aboukir (навесной вариант, разработанный в авиаремонтных мастерских в Абукире, отличался компактностью и меньшим аэродинамическим сопротивлением), данный фильтр имел два варианта исполнения и монтировался на самолёты уже по прибытии на Средиземноморье. Подобные фильтры устанавливались также на палубные варианты, разработанные на базе модификации Mk.V, отмечено их эпизодическое использование и на более поздних модификациях (в частности, на самолётах-разведчиках и высотном истребителе HF Mk.VI). Начиная с модификаций Mk.VIII и Mk.IX (с двигателями «Мерлин», имевшими двухступенчатый нагнетатель) на воздухозаборник карбюратора штатно устанавливался фильтр Aero-V, он также использовался и на более поздних модификациях с двигателями «Гриффон» при этом наличие фильтра уже не означало, что самолёт изготовлен в «тропическом» исполнении.
|  |  |  |

Mk.V стал первым вариантом «Спитфайра», на котором было установлено оборудование для несения бомбового вооружения, что позволило использовать его в качестве истребителя-бомбардировщика. Первоначально в 1942 г. была осуществлена полевая доработка самолётов, действовавших на Мальте, — были установлены два подкрыльевых бомбодержателя с возможностью подвески 250-фунтовых (113 кг) авиабомб на каждый. В 1943 г. был разработан штатный вариант бомбодержателей с возможностью подвески двух 250-фунтовых (113 кг) авиабомб под крылом и одной 500-фунтовой (227 кг) бомбы под фюзеляжем (вместо ПТБ).

#### Mk.VI
Высотный истребитель-перехватчик. Этот самолёт имел много сходства с моделью Mk.VB, но отличался наличием специальной высотной кабины вентиляционного типа, в которой поддерживалось постоянное давление, а также увеличенным размахом крыла (версия HF с удлинёнными, почти треугольными законцовками консолей крыла). Он оснащался двигателем Merlin 47 мощностью в 1415 л. с. Особенностью самолёта данной модификации было отсутствие на левом борту кабины лётчика откидной створки, облегчавшей посадку в самолёт (такие створки, часто на обоих бортах были распространённым в 1930-х гг. техническим решением, так как фюзеляжи и особенно проёмы для посадки в кабину были очень узкие) и съёмная, а не сдвижная средняя часть фонаря. Воздушный винт — металлический, четырёхлопастный, изменяемого шага фирмы Rotol также использовался на модификациях Mk.VII, VIII, IX, XVI, PR.X и XI. Был построен лишь небольшой серией (97 машин). Поставки этих самолётов в Королевские ВВС начались в феврале 1942 года (616 эскадрилья).

### Поздние модификации с двигателем Merlin

#### Mk.VII
С появлением новых двигателей Merlin 60-й серии с двухступенчатым двухскоростным нагнетателем конструкторы Супермарин приступили к структурной переработке силового набора и корпуса «Спитфайра». В результате этих работ появились две модели самолёта — Mk.VII и Mk.VIII. Mk.VII был высотным истребителем-перехватчиком с кабиной постоянного давления. Эта модель самолёта стала поступать в Королевские ВВС с сентября 1942 года (отдельное высотное звено перехватчиков в Норхолте). Построены около 140 самолётов этой модификации (преимущественно в варианте HF). (Вариант вооружения — «C». Двигатели Merlin 61, 64 (вариант F Mk.VII), 71 (вариант HF Mk.VII).)
Встречались самолёты со стандартными (не высотными) законцовками консолей крыла (независимо от модификации двигателя), как серийного выпуска, так и доработанные в частях ВВС.
Отличия от предыдущих модификаций: удлинена носовая часть, уменьшен размах элеронов, короба радиаторов одинакового размера, убирающееся хвостовое колесо, сдвоенные выхлопные патрубки (по три с каждой стороны) заменены на индивидуальные (по шесть с каждой стороны).
В ходе серийного производства для повышения управляемости на больших скоростях и высотах полёта был внедрён вариант с рулём поворота увеличенной площади (увеличены хорда, «ширина», в нижней части и размах, «высота», в верхней части), — руль стал более остроконечным, «треугольным».

#### Mk.VIII
Эта модель отличалась от Mk.VII только отсутствием высотной кабины. Вооружение — вариант «C». Двигатели Merlin 63, 63A, 66 (низковысотные варианты), 70 (высотные варианты). Производилась в вариантах F, LF и HF. В ходе серийного производства был внедрён руль поворота увеличенной площади. Все самолёты оснащались встроенным противопылевым фильтром Aero-V (внешне выглядевшим как увеличенный всасывающий патрубок карбюратора). Использовалась в качестве стандартного истребителя-перехватчика и истребителя-бомбардировщика. Впервые эта модель появилась в середине 1943 в истребительных частях, действующих на Ближнем и Дальнем Востоке. Все истребители этого типа использовались эскадрильями Королевских ВВС, действующими вне пределов Великобритании. Всего были построены 1658 самолётов этой модификации.

#### Mk.IX
Пока шли работы над моделью Mk.VI, в качестве промежуточной меры было решено установить новый двигатель на базу модели Mk.VC, и тем самым улучшить лётные характеристики самолёта в достаточно короткие сроки. На первые два прототипа были установлены двигатели Merlin 61, и они совершили первый полёт в начале 1942 года. Доработка самолёта позволила увеличить высоту полёта на 3050 метров и максимальную скорость на 113 км/час. Серийный выпуск начался в конце 1942 г., с июня 1942 г. начата переделка самолётов модификации Mk.V последних серий. На вооружении строевых частей — с июля 1942 г. (64 эскадрилья).
Внешне модификация мало отличалась от Mk.VIII. Производилась в вариантах F (двигатели Merlin 61, 63 и 63A, крыло как стандартного образца, так и укороченное), LF (двигатель Merlin 66, крыло, как правило, укороченное) и HF (двигатель Merlin 70, крыло стандартное).
Варианты компоновки крыла — «C» и «E». Крыло варианта «E» — модификация варианта «C» с вариантами вооружения 4 20-мм пушки (сравнительно редкий) и 2 20-мм пушки и 2 12,7-мм пулемёта (более распространённый).
Установка фильтра Aero-V — начиная с более поздних серий, то есть встречались самолёты как с обычным всасывающим патрубком карбюратора, так и со смонтированным на нём воздушным фильтром.
В ходе серийного выпуска введён руль поворота увеличенной площади и рули высоты с увеличенной площадью роговой компенсации.
Всего было выпущено 5656 самолётов в модификации Mk.IX и ещё 262 машины были переделаны из Mk.V.
Несмотря на то, что эта модель задумывалась как временная мера, необходимая для того, чтобы дать возможность сконструировать и испытать модели Mk.VII и Mk.VIII, самолёт выпускался до конца войны и в общей сложности стал самой массовой моделью Spitfire. Этот истребитель использовался также в качестве истребителя-бомбардировщика (Mk.IXb) и фронтового разведчика (FR Mk.IX).

#### Mk.XVI
Эта модель была во многом схожа с модификацией MK.IX, но в качестве силовой установки использовался изготовленный в США по лицензии двигатель Packard Merlin 266 (лицензионная версия двигателя Merlin 66). Всего было изготовлено 1054 самолёта этой модификации.
Все машины выпускались в варианте LF (при этом на самолёты устанавливали как обычные, так и укороченные законцовки, но двигатели были только одного — низковысотного варианта) с крылом варианта «E» и возможностью установки трёх бомбодержателей. Самолёты этой модификации выпускались как с фюзеляжем исходной версии (с гаргротом и задним топливным баком на 340 л), так и с пониженным гаргротом, задним топливным баком на 300 л и каплевидным фонарём.
Все самолёты данной модификации оснащались увеличенным рулём поворота и фильтром Aero-V.

#### Технические характеристики модификаций с двигателем Мерлин
| Супермарин Спитфайр — модификации с двигателем Мерлин | Супермарин Спитфайр — модификации с двигателем Мерлин          | Супермарин Спитфайр — модификации с двигателем Мерлин | Супермарин Спитфайр — модификации с двигателем Мерлин          | Супермарин Спитфайр — модификации с двигателем Мерлин | Супермарин Спитфайр — модификации с двигателем Мерлин                                                                      | Супермарин Спитфайр — модификации с двигателем Мерлин                                                                      | Супермарин Спитфайр — модификации с двигателем Мерлин                                                                      | Супермарин Спитфайр — модификации с двигателем Мерлин | Супермарин Спитфайр — модификации с двигателем Мерлин                                                               | Супермарин Спитфайр — модификации с двигателем Мерлин                                                               |
| ----------------------------------------------------- | -------------------------------------------------------------- | --- | -------------------------------------------------------------- | --- | --- | --- | --- | --- | --- | --- |
|                                                       | Spitfire К.5054                                                | Mk IA (K9793 — раннего выпуска, с двухрежимным винтом Де Хевилленд) | Mk IIA (P7280)                                                 | Mk VB (W3134) | Mk VC | Mk VI (AB200) | Mk VII | L.F Mk VIII (JF880) | Mk IXE | Mk XVI |
| Размах крыла                                          | 12,1 м                                                         | 11,23 м | 11,23 м                                                        | 11,23 м | 11,23 м | 12,24 м | 12,24 м | 11,23 м | 11,23 м | 11,23 м |
| Площадь крыла                                         |                                                                | 22,5 м² | 22,5 м²                                                        | 22,5 м² | 22,5 м² | 23,1 м² | 23,1 м² | 22,5 м² | 22,5 м² | 22,5 м² |
| Длина                                                 | 9,17 м                                                         | 9,12 м | 9,12 м                                                         | 9,12 м | 9,12 м | 9,12 м | 9,46 м | 9,58 м (поздний вариант с увеличенным рулём направления)                                                                                                 | 9,47 м | 9,58 м |
| Высота                                                |                                                                | 3,02 м | 3,02 м                                                         | 3,48 м | 3,48 м | 3,48 м | 3,86 м | 3,86 м | 3,86 м | 3,86 м |
| Вес пустого                                           |                                                                | 1953 кг | 2059 кг                                                        | 2251 кг | 2313 кг | 2302 кг | | 2354 кг | 2309 кг | |
| Взлётный вес                                          | 2496 кг                                                        | 2692 кг | 2799 кг                                                        | 3071 кг | 3078 кг | 3057 кг | 3560 кг | 3624 кг | 3354 кг | 3400 кг |
| Двигатель                                             | Rolls-Royce Merlin Type 2                                      | Rolls-Royce Merlin III | Rolls Royce Merlin XII                                         | Rolls-Royce Merlin 45 | Rolls-Royce Merlin 45 | Rolls-Royce Merlin 47 | Rolls-Royce Merlin 61 | Rolls-Royce Merlin 66 На F Mk VIII могли устанавливаться Merlin 63, 66 или 70 Air Ministry 1943, p. 6.                                                   | Rolls-Royce Merlin 66                                                                                               | Rolls-Royce Merlin 266                                                                                              |
| Мощность двигателя                                    | 990 л. с.                                                      | 1030 л. с. на высоте 4880 м, октановое число топлива 87 При использовании топлива с октановым числом 100 Merlin III обеспечивал 1310 л. с. Harvey-Bailey 1995, p. 155. | 1135 л. с. на высоте 3730 м, октановое число топлива 100       | 1470 л. с. на высоте 3350 м | 1470 л. с. на высоте 3350 м                                                                                                | 1415 л. с. на высоте 3350 м                                                                                                | 1520 л. с. | 1720 л. с. на высоте 1750 м | 1720 л. с. на высоте 3350 м                                                                                         | 1720 л. с. |
| Максимальная скорость                                 | 562 км/ч                                                       | 582 км/ч на высоте 5670 м | 570 км/ч на высоте 5350 м                                      | 597 км/ч на высоте 6100 м | 602 км/ч | 570 км/ч на высоте 5350 м                                                                                                  | 650 км/ч | 650 км/ч на высоте 6400 м | 650 км/ч на высоте 6400 м                                                                                           | 648 км/ч |
| Скороподъёмность                                      |                                                                | 11,0 м/с на высоте 2956 м | 15,3 м/с на высоте 3962 м                                      | 16,5 м/с на высоте 4572 м | | 13,5 м/с на высоте 4267 м                                                                                                  | | 23,7 м/с на уровне моря | 24,1 м/с на высоте 3048 м                                                                                           | |
| Практический потолок                                  | 10 790 м                                                       | 10 485 м | 11 460 м                                                       | 10 668 м | 11 280 м | 11 948 м | 13 100 м | 12 649 м | 12 954 м | 13 700 м |
| Удельная нагрузка на крыло                            |                                                                | 117 кг/м² | 122 кг/м²                                                      | 137 кг/м² | 137 кг/м² | 132 кг/м² | 154 кг/м² | 155 кг/м² | 143 кг/м² | 151 кг/м² |
| Удельная нагрузка на мощность                         | 2,47 кг/л. с.                                                  | 2,61 кг/л. с. | 2,47 кг/л. с.                                                  | 2,02 кг/л. с. | 2,09 кг/л. с. | 2,11 кг/л. с. | 2,34 кг/л. с. | 2,11 кг/л. с. | 1,95 кг/л. с. | 1,98 кг/л. с. |
| Боевой радиус                                         |                                                                | 680 км без ПТБ | 651 км без ПТБ                                                 | 760 км без ПТБ | 756 км без ПТБ | 688 км без ПТБ | 1060 км без ПТБ | 1094 км без ПТБ, 1899 км с ПТБ на 409 л | 698 км без ПТБ | 1150 км без ПТБ |
| Перегоночная дальность                                |                                                                | |                                                                | 1827 км | | | | 2462 км с ПТБ на 773 л | 1577 км | |
| Вооружение                                            | - 8 × 7,69 мм пулемётов Браунинг M1919; 350 патронов на каждый | - 8 × 7,69 мм пулемётов Браунинг M1919; 350 патронов на каждый | - 8 × 7,69 мм пулемётов Браунинг M1919; 350 патронов на каждый | - 2 × 20 мм пушки «Испано» Mk.II; с магазином по 60 патронов - 4 × 7,69 мм пулемёта Браунинг M1919; 350 патронов на каждый - 2 × 113 кг или 1 × 227 кг бомбы | - 2 × 20 мм пушки «Испано» Mk.II; с магазином по 60 патронов - 4 × 7,69 мм пулемёта Браунинг M1919; 350 патронов на каждый | - 2 × 20 мм пушки «Испано» Mk.II; с магазином по 60 патронов - 4 × 7,69 мм пулемёта Браунинг M1919; 350 патронов на каждый | - 2 × 20 мм пушки «Испано» Mk.II; с магазином по 60 патронов - 4 × 7,69 мм пулемёта Браунинг M1919; 350 патронов на каждый | - 2 × 20 мм пушки «Испано» Mk.II; 120 патронов на каждую - 4 × 7,69 мм пулемёта Браунинг M1919; 350 патронов на каждый - 2 × 113 кг или 1 × 227 кг бомбы | - 2 × 20 мм пушки «Испано» Mk.II; 120 патронов на каждую - 2 × 12,7 мм пулемёта Браунинг M2; 250 патронов на каждый | - 2 × 20 мм пушки «Испано» Mk.II; 120 патронов на каждую - 2 × 12,7 мм пулемёта Браунинг M2; 250 патронов на каждый |

1. ↑  Price 1999, p.81
2. ↑  Price 1999, p.114
3. ↑  Price 1999, p.142
4. ↑  Price 1999, p.150
5. ↑  Price 1999, p.177

### Ранние модификации с двигателем Griffon

#### Mk.IV/Mk.XX
Разработка Spitfire с более мощным двигателем Rolls-Royce Griffon было начата в конце 1940 года. В начале 1940 года два «Спитфайра» были заказаны для проведения испытаний новых двигателей Rolls-Royce Griffon. Получившийся самолёт с двигателем Griffon II получил обозначение Spitfire IV (Тип 37). Установка более мощного двигателя потребовала значительной переработки планера. По проекту самолёт должен был нести шесть 20 мм пушек и четыре 7,69 мм пулемёта. Некоторое время прототип летал с массо-габаритными макетами пушек (по три на каждое крыло), но в серию с таким вариантом вооружения не пошёл.
Испытания прошли удачно и было решено заказать 750 самолётов под общим названием Spitfire Mk.IV и именно под этим названием прототип самолёта совершил свой первый полёт 7 ноября 1941 года. Однако в начале следующего года (пока шли лётные испытания) обозначение изменили на Mk.XX, дабы избежать путаницы с уже существовавшим вариантом Spitfire Mk.I и использовавшегося в качестве самолёта-разведчика и известного под обозначением PR Mk.IV. Планы по серийному производству Spitfire Mk.XX так и не были реализованы, в связи с появлением промежуточной модели Mk. XII и модели Mk. XIV.

#### Mk.XII
Mk. XII был создан, когда ВВС внезапно и срочно потребовался самолёт для противодействия молниеносным налётам на малой высоте немецких Fw-190. Для решения этой задачи конструкторы соединили двигатель Griffon II с планером Mk. Vc.
Серийное производство начато в октябре 1942 г. Всего построены 100 машин. На вооружение строевых частей поступили в феврале 1943 г. (41 и 91 эскадрильи). Использовался в качестве истребителя ПВО (с 1944 г. применялся для перехвата крылатых ракет Фау-1).
Серийные машины выпускались в вариантах F и LF, схема вооружения «C» (2 20-мм пушки и 4 7,69-мм пулемёта), двигатели — Griffon III и IV.
Винт — четырёхлопастный. Руль поворота увеличенной площади. Подкрыльевые радиаторы — несимметричные (как на модификациях Mk.V и Mk.VI).
| Тип                     | Одноместный истребитель-перехватчик                                              |
| Двигатель               | Rolls-Royce Griffon Type III, мощностью 1735 л. с.                               |
| Вооружение              | Две пушки Hispano Suiza калибра 20 мм и четыре пулемёта Browning калибра 7,69 мм |
| Размах крыла            | 10,85 м                                                                          |
| Длина                   | 9,55 м                                                                           |
| Высота                  | м                                                                                |
| Вес пустого             | кг                                                                               |
| Вес при полной загрузке | 3 366 кг                                                                         |
| Максимальная скорость   | 639 км/ч                                                                         |
| Практический потолок    | 11 650 м                                                                         |
| Боевой радиус           | 750 км                                                                           |

#### Mk.21
Дальнейшее развитие Mk.XII привело к созданию опытного образца DP851, который использовался для испытаний двигателя Griffon 61. В дальнейшем DP851 был утверждён как Spitfire 21.
Вторая модель с двигателем Griffon, и первая с двигателем Griffon и новым планером. Самолёт имел большие размеры, изменённое крыло и более тонкий фюзеляж. Возникшие на опытных вариантах проблемы с устойчивостью не позволили самолёту сразу встать на вооружение Британских ВВС. Изначально было заказано 3000 машин, но вскоре стало ясно, что Mk.21 является переходной к Mk.22 моделью, и производство было остановлено на 150-й машине.
Только 91-я эскадрилья использовала эту модель в боевых операциях. За первый и единственный месяц её использования она применялись исключительно для штурмовых атак, поэтому Mk.21 так и не выиграл ни одного воздушного боя. Несмотря на то, что 91-я эскадрилья летала на сырых начальных машинах, она практически не имела проблем с ними. Mk.21 использовали также 1-я, 122-я и 41-я эскадрильи (на протяжении довольно короткого срока). Модификация позже использовалась в некоторых частях вспомогательной авиации ВВС Великобритании для выполнения сторонних задач и перевозки грузов.

#### Mk.XIV
В начале 1943 года шесть Spitfire Mk.VIII (бортовые номера с JF316 по JF321) были задействованы в программе исследований улучшенных двигателей Griffon 61. По результатам испытаний самолёты были значительно доработаны (установлены новое вертикальное оперение увеличенной площади, симметричные подкрыльевые радиаторы нового дизайна, пятилопастный воздушный винт Rotol), и после итоговых испытаний новая модификация получила обозначение Mk.XIV.
Результаты испытаний показали, что устанавливая Griffon на планер Mk. VIII (похожим образом Merlin-61 устанавливался на планер Spitfire Vc), можно наладить производство высотного истребителя с двигателем Griffon значительно быстрее, чем используя модель 21. Так же как и Mk.V и Mk.IXC, Mk.XIV являлся переходной моделью, которая выпускалась в преддверии выпуска окончательной модели Mk.XVIII.
В результате оказалось, что переходная модель Mk.XIV производилась и использовалась в большем количестве, чем специально проработанная под новый двигатель версия.
Модель Mk.XIV использовала усиленный планер от Mk.VIII с увеличенными радиаторами. Первоначально на этой модели устанавливалось вооружение типа С (крыло типа С).
Серийное производство начато в октябре 1943 г. Всего построены 957 машин.
Первой эскадрильей, получившей новые машины, стала 610-я эскадрилья — подразделение вспомогательных ВВС, которая и ранее использовала «Спитфайры». Первые Mk. XIV прибыли в часть в январе 1944 года. К марту к 610-й добавилась 130-я и 350-я бельгийская эскадрильи. Эти подразделения сформировали крыло Newchurch (формирование окончено в мае 1944 года, незадолго до высадки в Нормандии). Эскадрильи долго проходили этап отработки — новые «Спитфайры» сильно отличались от старых: винт вращался в другую сторону, и чтобы избежать «свечки» (ухода свечой вверх) во время взлёта, требовалась ювелирная работа газом и рулями. Следует также заметить, что новые машины были более тяжёлыми. До высадки в Нормандии эти истребители почти не использовались для поиска и уничтожения целей.
Spitfire XIV должен был обеспечить воздушное превосходство на больших высотах, дополняя средневысотный Tempest V. Оба этих самолёта не совершали боевых вылетов вплоть до первого применения Третьим Рейхом Фау-1, которое произошло двумя днями после вторжения. Вскоре стало ясно, что лучшая защита от Фау-1 — постоянное патрулирование воздушного пространства быстрейшими истребителями союзников (одним из таких истребителей стал реактивный Gloster Meteor). За время всей операции по перехвату вражеских крылатых ракет (закончилась в сентябре 1944 года уничтожением стартовых позиций в Бельгии) Spitfire XIV стал самым результативным самолётем-перехватчиком крылатых ракет (сбил 300 ракет).
Отправка Mk. XIV на континент совпала с переоснащением немецкой истребительной авиации самолётами Fw-190D-9 («длинноносая Дора»). Spitfire XIV имел превосходные характеристики на высотах выше 7 км, но так как большинство боёв на Западном Фронте происходило на малых и средних высотах, то новые Spitfire почти не имели преимущества над новыми Fw-190 и пилотажное мастерство стало решающим фактором.
К 7 маю 1945 года в континентальной Европе действовали 20 эскадрилий ВВС Великобритании, вооружённые Spitfire XIV. (Позже эти самолёты были переброшены на Юго-Восточно-Азиатский театр военных действий.) Несмотря на то, что обновление эскадрилий в Азии новыми самолётами происходили быстро, Spitfire XIV так и не принял участие в боях в Азии.
Серийные машины выпускались в вариантах F и LF, схема вооружения «C» (первые серии) или «E» (основной объём выпуска), двигатели — Griffon 61 и 65.
Наряду с базовым вариантом истребителя — F Mk.XIV, выпускался также тактический разведчик FR Mk.XIV (установлен панорамный фотоаппарат и дополнительный внутренний топливный бак).
В ходе серийного производства на самолётах поздних серий были внедрены пониженный гаргрот и каплевидный фонарь.
| Тип                     | Одноместный истребитель-перехватчик                                           |
| Двигатель               | Rolls-Royce Griffon Type 61, мощностью 2070 л. с.                             |
| Вооружение              | Две пушки Hispano Suiza калибра 20 мм и два пулемёта Browning калибра 12,7 мм |
| Размах крыла            | 19,93 м                                                                       |
| Длина                   | 9,97 м                                                                        |
| Высота                  | 2,5087 м                                                                      |
| Вес пустого             | 2892,105 кг                                                                   |
| Вес при полной загрузке | 3 813 кг                                                                      |
| Максимальная скорость   | 717 км/ч                                                                      |
| Практический потолок    | 13 420 м                                                                      |
| Боевой радиус           | 792 км                                                                        |

### Поздние модификации с двигателем Griffon

#### Mk.XVIII
В ходе серийного производства Mk.XIV модернизирован в Mk.XVIII. Модернизация имела радикальный характер — практически все элементы конструкции были полностью перепроектированы, в результате чего от исходного «Спитфайра» не осталось почти ничего. Новую машину предполагалось назвать Super Spitfire («Суперспитфайр»), но в конце концов было решено сохранить преемственность и ограничиться введением новой модификации. В войне Mk.XVIII участия принять не успел, так как серийное производство началось лишь в начале 1946 г. и только в январе 1947 г. он поступил на вооружение королевских ВВС (60 эскадрилья). Всего было построено 300 Mk.XVIII — 99 °F Mk.XVIII (истребитель) и 201 FR Mk.XVIII (тактический разведчик — установлен панорамный фотоаппарат, вооружение сохранено).
Перечень внешних отличий достаточно велик. Наиболее заметны: удлинённый фюзеляж с пониженным гаргротом, каплевидный фонарь, два дополнительных внутренних топливных бака в хвостовой части, новое вертикальное оперение увеличенной площади (из широкого треугольника оно стало практически круглым), заново перепроектированное усиленное крыло, новая конструкция радиаторов и удлинённые телескопические стойки шасси (при уборке шасси укорачивались, чтобы войти в ниши, размер которых не изменился).
Серийные машины выпускались в вариантах F и LF, схема вооружения «E», двигатель — Griffon 65.

### Самолёты-фоторазведчики
Во время Второй мировой войны «Спитфайр» также был основной в ВВС Великобритании платформой для создания самолётов-фоторазведчиков. Первые варианты разведчиков были созданы на базе модификаций Mk.I и Mk.II.

#### PR.IV
Самолёт-разведчик на базе Mk.V. Первоначальное обозначение — тип D. Вооружение отсутствовало, в передних отсеках крыла были размещены топливные баки. Серийное производство с октября 1940 г. Было построено 229 машин.

#### PR.VII
Модификация PR.VII, ранее называвшаяся PR тип G была низковысотным разведчиком с тремя фотокамерами и фюзеляжным топливным баком. Вооружение 8 7,69-мм пулемётов. Сохранилось лобовое бронестекло. Первый прототип PR G был испытан 1941 г. Всего построено 45 самолётов.

#### PR.XIII
Модификация PR.XIII представляла собой улучшенный вариант более ранней модификации PR тип G с той же схемой установки фотокамер, но с новым двигателем Merlin 32, оптимизированным для низковысотных режимов полёта. Вооружение — 4 7,69-мм пулемёта. Первый прототип Mk.XIII был испытан в марте 1943 г.
26 Mk.XIII были переделаны из PR тип G, Mk.II или Mk.V. Они использовалить для низковысотной (тактической) фоторазведки при подготовке высадки в Нормандии.

#### PR.X
Самолёт-разведчик на базе Mk.VII. Во многом сходный с самолётами-разведчиками построенными на базе Mk.V (в частности — с PR.IV), отличался от них двигателем Merlin 61 и высотной кабиной с постоянным давлением. Для выполнения длительных полётов был увеличен объём маслобака. Вооружение отсутствовало, в передних отсеках крыла были размещены топливные баки. Начал поступать в Королевские ВВС в мае 1944 года (541 и 542 эскадрильи). Было построено всего 16 машин.

#### PR.XI
Самолёт-разведчик на базе Mk.IX, практически идентичный модели Mk.X, но без кабины постоянного давления. Именно эта модель стала самой массовой разведывательной разновидностью «Спитфайра» (построен 471 самолёт).
На самолёт устанавливались два фюзеляжных топливных бака, снятие вооружения позволило установить добавочные топливные баки в передней части крыла.
Устанавливались двигатели Merlin 61, 63, 63A и 70. Фонари не оснащались бронестеклом, сдвижная часть фонаря первых серий имела каплевидные выштамповки по бокам для улучшения обзора.
В ходе серийного производства были внедрены уширенный руль поворота, роговая компенсация руля высоты увеличенной площади и убирающаяся хвостовая стойка шасси.
На P.R. Mk XI устанавливали универсальное кинофотооборудование которое допускало простую смену камер. Это позволяло использовать множество разнообразных камер, что значительно расширяло возможности самолёта. Обычное оборудование включало в себя: два фотоаппарата F.52 (фокусное расстояние 91 см), два F.8 (фокусное расстояние 50 см), один F.52 (фокусное расстояние 50 см), два F.24 (фокусное расстояние 35 см) и одним F.24 (фокусное расстояние 35 см или 20 см) расположенным в наклонном положении. На некоторые самолёты также устанавливали за нишей колеса дополнительный F.24 (фокусное расстояние 13 см), для воздушной разведки с малых и средних высот. Также некоторое количество PR Mk XI несли камеры F.24 в крыльях (так как и P.R. Mk1A).
Модификация также использовалась армией США. ВВС сухопутных войск США изначально планировали использовать фоторазведчики Lockheed P-38 Lightning (модификации F-4 и F-5) для разведки на Европейском ТВД. После непродолжительной эксплуатации в Европе выяснилось, что P-38 (и, следовательно, F-4 и F-5), имеет проблемы с работой двигателя на большой высоте. Перебои в работе двигателя во время выполнения задания привели бы к неминуемой потере самолёта, так как он не смог бы быть выше и быстрее перехватчиков противников. Поэтому весной 1944 года 7 группа фоторазведки США, базируемая в Великобритании получает Spitfire P.R. Mk XI. Одним из первых заданий этих машин стало фотографирование ущерба, нанесённого первым дневным налётом на Берлин 6 марта 1944 года.

#### PR.XIX
Последняя и наиболее удачная разведывательная модификация «Спитфайра», выполненная на базе Mk.XIV. (Как в случае с модификацией на базе Mk.XI — демонтировано вооружение и бронестекло, установлены дополнительные топливные баки в передней части консолей крыла и фотооборудование.) Начиная с 26-го серийного самолёта, на самолёты начали устанавливать двигатели Griffon 66, кабина пилота стала герметичной (с наддувом), как на Mk.X. Общая ёмкость внутренних топливных баков превысила 1160 л (в три с половиной раза больше, чем на первой модификации). Всего было построено 225 самолётов. Первые Spitfire PR Mk.XIX поступили на вооружение в апреле 1944 г. и к концу войны полностью заменили тип PR. Mk.XI.

## Фонд Spitfire
Для финансирования постройки истребителей был создан фонд добровольных пожертвований «Spitfire Fund». За годы войны были собраны средства на строительство более 1000 самолетов.

## Боевое применение

### Западная Европа, начальный период войны
На момент объявления Великобританией войны Германии в сентябре 1939 года, Королевские ВВС имели на вооружении в общей сложности 187 Spitfire. Эскадрильи № 19, 41, 54, 65, 66, 72, 74, 602, 603 и 611 были полностью укомплектованы новыми машинами, а эскадрилья № 609 находилась на стадии перевооружения.
Spitfire впервые вступили в бой 6 сентября 1939 года во время так называемого сражения у Баркинг Крик. Тогда, из-за неполадок в работе радара в Коневдоне (в Эссексе), самолёты, совершавшие полёты к западу от станции, появились на экране радара как цели приближающиеся с восточного направления. Это было расценено как попытка самолётов Люфтваффе атаковать Лондон. Операторы на станции наблюдения в Коневдоне сообщили о приближении с восточного направления 20 самолётов противника. Немедленно было поднято в воздух несколько эскадрилий истребителей, которые, появившись на экранах радара, тоже были приняты за приближающиеся немецкие самолёты. Всё это было воспринято как попытка люфтваффе организовать полномасштабную атаку на английскую столицу. Зенитные батареи открыли огонь по «двухмоторным германским бомбардировщикам», а истребителям был отдан приказ атаковать противника незамедлительно. В течение некоторого времени эскадрильи Spitfire и Hawker Hurricane пытались атаковать друг друга, но находили в небе лишь свои самолёты. Это продолжалось до тех пор, пока у самолётов не закончилось топливо и они были вынуждены вернуться на свои аэродромы, после чего ситуация прояснилась сама собой. Этот инцидент стоил Королевским ВВС трёх самолётов: два «Харрикейна» были сбиты «Спитфайрами» и один Bristol Blenheim был уничтожен огнём зенитных батарей.
Впервые «Спитфайры» встретили реального противника 16 октября 1939 года, когда истребители 602-й и 603-й эскадрилий были подняты для перехвата девяти Ju-88, которые пытались атаковать боевые корабли Королевского ВМФ. Во время этого воздушного боя два самолёта Люфтваффе были сбиты, а ещё один получил серьёзные повреждения.
Однако по-настоящему массовые бои «Спитфайров» с германскими самолётами начались после 21 мая 1940 года, когда в результате быстрого продвижения германских войск в Бельгии и Франции Люфтваффе перебазировали свои самолёты на территории оккупированных государств. Это дало возможность широко применять их против истребительных эскадрилий, базировавшихся на аэродромах в южной Англии. В течение следующих недель эскадрильи «Спитфайров» и «Харрикейнов» выполнили большое количество боевых вылетов и сыграли особенно большую роль во время эвакуации войск союзников из Дюнкерка.

### Самолёты-разведчики
Можно считать, что именно Spitfire стал основоположником передовых для своего времени методов ведения воздушной разведки. Незадолго до начала Второй мировой войны, молодой офицер Морис «Коротышка» Лонгботтом, направил руководству Королевских ВВС письмо, где излагал свои, во многом революционные, взгляды на ведение современной разведывательной воздушной войны. Он полагал, что для того, чтобы выполнять разведывательные миссии наиболее удачно, самолёты-разведчики должны быть практически неуязвимы для истребителей и зенитной артиллерии противника. Для этого, по его мнению, нужно было сделать ставку на самолёты-разведчики, обладающие недосягаемыми для противника скоростью и высотностью. Однако, вначале эти предложения встретили достаточно прохладный приём в командовании Королевских ВВС. Боевые части Британских ВВС испытывали острую нехватку современных истребителей и, казалось, совершенно невозможно выделить для этих целей хотя бы несколько машин.
Однако первые же недели войны сделали выводы Лонгботтома очевидными. Стоявшие в это время на вооружении разведывательных эскадрилий самолёты явно не справлялись со своими задачами, и было решено выделить два самолёта Spitfire Mk.I для испытания их в качестве разведчиков. На оба самолёты были установлены по две камеры в консоли крыла на места, где до этого располагались ударное вооружение с боекомплектом. Была несколько улучшена аэродинамика самолётов, что повысило скорость на 20 км/час.
Как только новые самолёты приступили к выполнению разведывательных полётов над Западной Германией и Рурской областью, стало очевидно их преимущество над выполнявшими ту же работу Blenheim’ами. В отличие от других самолётов-разведчиков разведывательные «Спитфайры» не только избежали потерь, но даже не были замечены Германской ПВО.
В марте 1940 года была разработана модель «повышенной дальности» — PR.IC, а в июле того же года PR.IF — «особо большой дальности». Эти самолёты были способны достигать Берлина. 29 октября 1940 года один из этих самолётов произвёл фотосъёмку порта Штеттин на Балтике и вернулся на аэродром в южной Англии, проведя в воздухе 5 часов 20 минут. Другими удачными миссиями стали съёмки Марселя на юге Франции и порта Тронхейм в Норвегии.

### Битва за Британию
В начале июля 1940 года Истребительное Командование Королевских ВВС располагало 50 эскадрильями, на вооружении которых стояли современные типы истребителей. 31 эскадрилья имела на вооружении Hurricane и 19 — Spitfire. Принято считать, что Битва за Британию началась с атак германских самолётов на конвои, проходящие по проливу Ла-Манш. С течением времени воздушные бои над проливом становились всё более ожесточёнными и через некоторое время Люфтваффе стали предпринимать попытки «свободной охоты» над южной Англией.
Однако эти действия были лишь прелюдией к основной кампании, которую Люфтваффе начали 13 августа. В этот день германские самолёты начали массированные налёты на военно-морские базы в Портленде и Саутгемптоне, а также на аэродромы в Детлинге и Истсерче. 7 сентября Люфтваффе переключились на атаки на Лондон. В течение следующей недели подобные атаки были предприняты 3 раза, а 15 сентября, который теперь принято считать Днём Битвы за Британию, на Лондон было совершено сразу два массированных налёта.
В первой атаке приняли участие 21 истребитель-бомбардировщик Мессершмит 110 и 27 бомбардировщиков Dornier 17, которые сопровождали примерно 180 истребителей Мессершмит 109. Спустя два часа была предпринята ещё одна — гораздо более мощная атака, — в которой участвовали 114 бомбардировщиков Dornier 17 и Heinkel 111 в сопровождении 450 Ме 109 и нескольких Ме 110. На этот момент 11-я Группа истребительного командования, которая была ответственна за оборону Лондона, располагала 310 боеспособными истребителями, из них 218 Hurricane и 92 Spitfire Mk.I.
В этот день были уничтожены 55 самолётов Люфтваффе (подавляющее большинство в ходе воздушных боёв). Королевские ВВС потеряли 8 «Спитфайров» и 21 «Харрикейн». «Спитфайры» несли потери в пропорции 4,2 сбитых самолёта на 100 боевых вылетов, в то время как «Харрикейны» несли потери в пропорции 6,4 самолёта на 100 вылетов. Spitfire превосходил своего боевого товарища по многим показателям, и это давало ему приблизительно в полтора раза больше шансов выйти победителем в воздушной дуэли с «Мессершмитом 109» в сравнению с «Харрикейном».
Несмотря на то, что реальные потери Люфтваффе были значительно ниже официально заявленных англичанами 185 сбитых самолётов, именно воздушное сражение 15 сентября считается переломом в Битве за Британию. Спустя всего два дня после этого Адольф Гитлер отдал приказ отложить на неопределённый срок операцию «Морской Лев». Несмотря на неудачу, Люфтваффе продолжило бомбардировки британской территории, 26 сентября бомбардировщиками Люфтваффе были полностью уничтожены два главных завода по производству истребителей Spitfire у Вульстона и Итчена, было убито 92 рабочих и много было ранено, преимущественно высококвалифицированных специалистов по производству «Спитфайров».
По сравнению со своим основным оппонентом во время Битвы за Британию — германским истребителем Ме 109 — Spitfire MK.I был несколько быстрее в горизонтальном полёте на высотах до 15 тыс. футов (5000 м) и несколько медленнее на высотах выше 20 тыс. футов (6600 м). Spitfire был маневреннее на всех высотах и скоростях полёта, однако Ме 109 быстрее набирал высоту и имел большую скорость пикирования. Во время воздушных боёв относительно близкие технические характеристики самолётов давали практически равные шансы на победу британским и германским пилотам. Результаты дуэлей в основном зависели от выучки лётчиков, тактики, применяемой истребительными эскадрильями, а также от таких факторов, как: кто первый заметил противника, кто имел в этот момент преимущество в высоте и скорости, на чьей стороне было численное превосходство.
Именно на «Спитфайре» был проведён самый высотный над Британией воздушный бой: 12 сентября 1942 года, истребитель Spitfire HF IX BF273 (пилот Эммануил Голицын) против бомбардировщика Junkers Ju 86 на высоте от 41 000 до 43 000 футов (около 11 000 метров).
На заключительном этапе Битвы за Британию Королевские ВВС получили в своё распоряжение новую версию «Спитфайра» — MK.II. Несмотря на то, что самолёт был оснащён более мощным двигателем Merlin 12, установка дополнительного оборудования сделала его более тяжёлым и его лётные показатели практически не изменились.
На «Спитфайре» летал самый успешный британский ас периода Битвы за Британию Эрик Лок.

### Советско-германский фронт
1331 Spitfire был поставлен в СССР по ленд-лизу. В 1943 г. 143 самолёта модификации Mk.V применялись в качестве фронтовых истребителей в боях над Кубанью и Украиной. 1186 самолётов Mk.IX применялись, в основном, в качестве истребителей ПВО, в том числе в ПВО Балтийского и Черноморского флотов.
Отмечен единичный случай использования разведчика PR Mk.IV авиацией Северного флота.

### ВВС Турции
Оставаясь во время Второй мировой войны нейтральной стороной, Турция смогла добиться поставок военной техники обеими воюющими сторонами. Поэтому ВВС Турции стали единственными, которые одновременно использовали и Spitfire, и Focke Wulf Fw-190.
Турция получила Spitfire Mk.1 в конце 1939 года, однако дальнейшие поставки были отложены до 1944 года. Для возобновления поставок потребовались несколько лет переговоров, заставившие Турцию отказаться от торговли и дипломатических отношений со странами Оси. В результате, Турция получила ещё 105 Spitfire (36 Mk.Vb и 69 Mk.Vc). Самолёты, взятые со складов ВВС Великобритании в Средиземноморье, в большинстве своём имели очень большой износ и находились в плохом состоянии. Эти машины использовались в основном для обучения пилотов в пятом и шестом воздушных полках.

### После войны
После войны — в самом начале эры реактивных самолётов — Spitfire PR Mk.XIX по своим показателям скорости и практического потолка не уступал первым реактивным самолётам, а по боевому радиусу превосходил их. В период с октября 1948 по май 1949 года ВВС Великобритании передали Швеции 50 обновлённых Spitfire PR Mk.XIX. В Холодной войне Швеция сохраняла нейтралитет, однако из-за близости СССР страна остро нуждалась в средствах для сбора разведывательной информации вдоль своих морских и наземных границ. Швеция использовала исключительно эту невооружённую разведывательную модификацию Спитфайра. Эти самолёты стояли на вооружении вплоть до 1955 года.
После войны Spitfire PR Mk.XIX также стоял на вооружении ВВС Турции, ВВС Индии, ВВС Египта и ВВС Израиля.
Гражданская война в Греции
Активно применялись обеими сторонами в ходе греческой гражданской войны в 1946-1949гг.. По известным данным было потеряно не меньше 20 истребителей «Спитфайр», причём выжить при поражении самолёта было практически невозможно, в 19 случаях где известны подробности потери, везде пилоты погибли.
30 мая 1949 года произошёл международный инцидент с участием греческого «Спитфайра». Греческий истребитель залетел в воздушное пространство Югославии и обстрелял югославских солдат в деревне Скочивир, после чего «Спитфайр» полетел к деревне Добовени, где обстрелял группу рабочих. В результате атаки погибло 3 югославских солдата и 4 солдата было ранено.
Атаки террористов на британские авиабазы
25 февраля 1946 года израильские террористы Иргуна совершили массовые атаки на британские авиабазы на территории Палестины. В результате атаки на аэродром Петах Тиква было взорвано 7 истребителей 208-й эскадрильи Spitfire Королевских ВВС Великобритании. 208-я эскадрилья из за теракта вышла из строя почти на полгода, пока в августе не была получена замена взорванных самолётов. В июне 1947 года 32-я эскадрилья ВВС Великобритании в Эйн-Шемере была вооружена новыми самолётами Spitfire Mk.18, однако, вскоре 6 новых «Спитфайров» было вновь взорвано террористами.
Арабо-израильский конфликт
В Арабо-израильской войне 1947—1949 гг «Спитфайры» применялись всеми сторонами, включая египетскую, израильскую и британскую стороны.
Египетские истребители Spitfire в ходе войны достигли значительных успехов. 16 января 1948 года египетский «Спитфайр» участвовал в первом воздушном бою, британский истребитель Hurricane залетел в запрещённую для полётов зону возле Эль-Ариша и был атакован египетским истребителем. В ходе воздушного боя британский самолёт был подбит и совершил вынужденную посадку. Через три дня, 19 января египетские «Спитфайры» сбили британский коммуникационный самолёт Proctor, после полёта над запрещённой зоной.
30 апреля 1948 года во время битвы за Яффу истребители «Спитфайр» Королевских ВВС Великобритании нанесли удар по штабу еврейской террористической организации Иргун в городе Бат-Ям. Атака была произведена чтобы остановить атаки террористов Иргуна на арабских беженцев.
15 мая 1948 года египетские «Спитфайры» нанесли множество бомбовых ударов по Тель-Авиву и военным аэродромам, был убит 1 еврей, ранено 6 евреев и 8 британских солдат, еврейская сторона утверждала о сбитии одного и предположительном сбитии второго самолёта. С другой стороны египетским «Спитфайрам» удалось поразить множество израильских самолётов и поджечь склад с вооружением на авиабазе Сде-Дов. По отрывочным данным были уничтожены 1 самолёт Auster 5, 1 RWD 13, 1 RC-3 и 1 Beech 35, повреждены 2 C-47, 1 C-46 и 1 D.H.89A. Также на взлётной полосе у лагеря Бурейдж египетскими «Спитфайрами» был уничтожен британский самолёт Auster AOP.6.
21 мая 1948 года Spitfire Mk.18 32-йэскдраильи ВВС Великобритании разбился при взлёте с израильской авиабазы Рамат-Давид, пилот флайтоффицер Колин Слоан получил ранения.
22 мая 1948 года египетские истребители «Спитфайр» нанесли удар по авиабазе Рамат-Давид и поразили 16 британских военных самолётов, были уничтожены 3 самолёта Dacota IV, 2 однотипных Spitfire, повреждены 8 Spitfire и 3 Auster AOP.6. Потери британской живой силы в ходе египетского авиаудара составили 4 лётчика убитыми и 5 ранеными.
В одном из последующих ударов египетские самолёты Spitfire разбомбили Тель-Авивский госпиталь.
4 июня 1948 года возле побережья Тель-Авива израильский самолёт F-24R Argus с бортовым номером B-32 был сбит огнём египетского истребителя «Спитфайр».
25 июня 1948 года пара египетских истребителей «Спитфайр» атаковала и подбила самолёт Auster наблюдателей США. «Аустер» получил 15 попаданий, американский пилот подполковник Майкл Мартин посадил подбитый самолёт на контролируемой израильской стороной территории. Атака была произведена из за того, что американский самолёт нарушил разрешённую высоту полёта над зоной боевых действий.
Израиль первые такие самолёты начал получать лишь в июле 1948 года, причём два «Спитфайра» было арестовано греческой стороной на острове Родос (их сняли с ареста и разрешили отправить в Израиль только после окончания боевых действий).
14 августа 1948 года египетские истребители «Спитфайр» перехватили израильский самолёт F-24R Argus с бортовым номером B-33 и принудили его к посадке возле Газы. Самолёт был взят трофеем, а израильский экипаж в составе Маклеффа и Голдберга был взят в плен.
16 октября 1948 года египетские «Спитфайры» в ходе воздушного боя сбили два израильских истребителя «Мессершмитт» S-199. В ходе морского боя израильский флот попытался обстрелять египетское судно, однако прибывшие на помощь египетские самолёты «Спитфайр» добились прямых попаданий в два израильских боевых корабля.
28 декабря 1948 года израильский самолёт L-4 Cub с бортовым номером A-53 был атакован и сбит огнём пушек египетского истребителя «Спитфайр». Вдобавок, в этот день произошли бои первые известные воздушные бои между израильскими и египетскими «Спитфайрами», в ходе которых был подбит один израильский истребитель.
4 января 1949 года израильский пилот Аарон Финкель при посадке разбил истребитель «Спитфайр» с бортовым номером D-133.
7 января 1949 года израильская колонна вторглась на территорию Египта, где была атакована пятёркой египетских «Спитфайров». В результате авиаудара по колонне было сожжено 3 израильских грузовика. Им на перехват была отправлена группа израильских истребителей, которые перепутали идентичные «Спитфайры» египтян и пролетавших неподалёку британцев. В результате путаницы израильтяне сбили 5 британских самолётов, включая 4 британских «Спитфайра».
5 июля 1949 года во время воздушного боя у израильского истребителя «Спитфайр» заглох двигатель, израильский пилот Ицхак Волович погиб при крушении.
17 мая 1950 года над авиабазой Рамат Давид истребителями Spitfire 105-й эскадрильи ВВС Израиля был перехвачен самолёт-амфибия Short Sunderland ВВС Великобритании и принуждён к посадке. Захваченный британский экипаж заявил, что на карте по которой они летели не существовало никакого Израиля, так как Великобритания не признавала существование такого государства.
13 июня 1950 года в районе пустыни Негев иорданский пассажирский самолёт Dragon Rapide был перехвачен и принуждён к посадке истребителями Spitfire 101-й эскадрильи ВВС Израиля. Пассажирский самолёт возвращён не был.
24 июля 1950 года истребители Spitfire ВВС Израиля в воздушном пространстве Ливана совершили атаку на ливанский пассажирский самолёт DC-3 (рейс LR-AAN). В результате израильского обстрела в авиалайнере погибло 3 человека — еврей и два иорданца, ещё шесть иорданских пассажиров получили ранения различной степени тяжести. Пилот авиалайнера американец Чарльз Корсин смог увести подбитый самолёт от атакующих израильских истребителей и совершить посадку в Бейруте.
3 октября 1954 года израильский истребитель «Спитфайр» с бортовым номером 2008/15 во время перегона в Мьянму совершил вынужденную посадку на территории Ирака и был брошен.
В ходе Тройственной агрессии против Египта в 1956 году в составе египетских ВВС имелось 16 истребителей Spitfire F Mk.22. В ходе боевых действий 4 из них было уничтожено.
Турецко-болгарский конфликт
9 февраля 1948 года пара истребителей Spitfire LF Mk IX ВВС Турции нарушила болгарское воздушное пространство. Болгары открыли огонь на поражение и сбили оба «Спитфайра» в районе прибрежного города Созопол. Первый турецкий пилот Кемаль Мендерес погиб, второй Талат Хулки катапультировался, получил ранения при падении и был арестован.
В 1948 году Spitfire Vb были сняты с вооружения ВВС Турции. Vc были сняты с вооружения в 1949 году.
Война в Малайе
Применялись Королевскими ВВС Великобритании в начальный период войны в Малайе. В ходе летней компании 1948 года «Спитфайры» наносили бомбовые и ракетные удары по позициям повстанцев. Произошло несколько инцидентов с ракетным оружием, в одном из них британский «Спитфайр» случайно выпустил ракету и попал в жилые дома китайского населения, погиб 1 ребёнок и 20 жителей было ранено, ещё в одном случае ракета случайно оторвалась от самолёта, однако упала и взорвалась в безлюдном месте. Последние эпизоды применения известны в конце 1949 года, к этому периоду известно о 6 потерянных самолётах «Спитфайр».
Последний самолёт Spitfire PR Mk.XIX был снят с вооружения Королевских ВВС Великобритании 1 апреля 1954 года в Сингапуре.

## Сохранившиеся экземпляры
На данный момент[когда?] в мире сохранены 53 самолёта Spitfire в лётном состоянии.

## В компьютерных играх
Spitfire разных модификаций есть во многих играх разных жанров, в которых освещаются указанные выше военные конфликты.

## В искусстве
Во время Второй мировой войны Королевство Тонга, находившееся под британским протекторатом, собрало 15 тысяч фунтов стерлингов для строительства трех истребителей «Спитфайр». Этот вклад был увековечен в традиционном искусстве Тонга — нгату, где изображения самолетов были нанесены на кору тутового дерева.